# Nikolaus I av Werle
Furst Nikolaus I av Werle, född omkring 1210/1215, död i maj 1277, begravd i Doberan, var furste av Mecklenburg i Werle-Güstrow 1234–1277. Son till Henrik Burwin II av Mecklenburg (död 1226) och svenska Kristina.
Nikolaus gifte sig före 10 mars 1233 med Jutta av Anhalt (levde ännu i maj 1277). Paret fick följande barn:
1. Henrik I av Werle (mördad 1291), furste av Werle-Güstrow